# Al Shabab Al Arabi Club 1996-1997
Questa voce raccoglie le informazioni riguardanti l'Al Shabab Al Arabi Club nelle competizioni ufficiali della stagione 1994-1995.

## Piazzamenti
- UAE Football League:4º posto

- Coppa del Presidente:vittoria (quarto titolo)

- Coppa dei Campioni del Golfo:Quarti di Finale (eliminato dal Al Shabab)